# Ритв'яни
Ритв'яни (пол. Rytwiany) — село в Польщі, у гміні Ритв'яни Сташовського повіту Свентокшиського воєводства. Розташоване над річкою Чарною. 
Населення — 1863 особи (2011).

## Історія
Вперше згадується в документах XIII століття як власність Петра-Богорія Скотницького. Згодом селом володіли Войцех Ястшембець, Ян Ритв'янський, а також роди Потоцькі, Любомирські, Радзивілли тощо. У 1416–1425 роках Войцех Ястшембець збудував у селі біля річки Ритв'янський замок та церкву святого Войцеха. Замок був розібраний на будевельні матеріали 1859 року. 1621 року новий власник села Ян Магнус Тенчинський надав резиденцію камальдулам, які збудували тут свій монастир і костел. Зараз монастир є туристичним об'єктом.

## Відомі люди

### Поховані
- Лукаш Опалінський
- Станіслав Опалінський, син Лукаша, новокорчинський старста[3]

## Демографія
Демографічна структура на день 31 березня 2011 року:
|          | Загалом | Допрацездатний вік | Працездатний вік | Постпрацездатний вік |
| -------- | ------- | ------------------ | ---------------- | -------------------- |
| Чоловіки | 925     | 176                | 660              | 89                   |
| Жінки    | 938     | 185                | 549              | 204                  |
| Разом    | 1863    | 361                | 1209             | 293                  |